# 尤克盧利特
尤克盧利特（英語：Ucluelet）是加拿大卑詩省西南部艾伯尼-格里夸地区一個區域自治體（district municipality），坐落溫哥華島西部太平洋沿岸，離吐芬奴東南約40公里，艾伯尼港以西約100公里，省府維多利亞西北約288公里。據2021年加拿大人口普查所示，尤克盧利特區內人口為2066人。
此區的名稱來自尤克盧利特内灣（Ucluelet Inlet）；内灣則以居於此地的尤克盧利特族原住民命名，該族名稱意思為“居於良好登陸地點的人民”。尤克盧利特郵局於1894年啓用，而此聚落則於1952年正式建制為村，再於1997年改制為區域自治體。
卑詩省4號公路掠過尤克盧利特外圍，向西通往吐芬奴，向東經艾伯尼港伸延至溫哥華島東岸。航空交通方面，吐芬奴/長灘機場（Tofino/Long Beach Airport，IATA代碼：YAZ，ICAO代碼：CYAZ）位於尤克盧利特西北，提供航班前往溫哥華、維多利亞和華盛頓州數處。

## 外部連結
- 维基共享资源上的相關多媒體資源：尤克盧利特
- （英文）Ucluelet, BC - Official Site （页面存档备份，存于）－尤克盧利特區政府官方網站